# Drame non aristotélicien
Le drame non aristotélicien, ou « forme épique »  du drame, est une sorte de pièce dont la structure dramaturgique s'écarte des traits de la tragédie classique au profit des traits de l'épopée, tels que définis dans chaque cas par le philosophe grec de l'Antiquité Aristote dans sa Poétique (vers 335 avant notre ère). 

## Le drame non aristotélicien
Le praticien du théâtre moderniste allemand Bertolt Brecht a inventé le terme « drame non aristotélicien » pour décrire les dimensions dramaturgiques de son propre travail, à partir de 1930 avec une série de notes et d'essais intitulée « Sur un drame non aristotélicien ». En eux, il identifie sa comédie musicale L'Opéra de quat'sous (1928) comme un exemple de « forme épique ». « [Par] la définition d'Aristote », écrit Brecht, « la différence entre les formes dramatique et épique a été attribuée à leurs différentes méthodes de construction ». La méthode de construction renvoie ici à la relation que la pièce établit entre ses parties et son tout :  

« L'écrivain épique Döblin a fourni un excellent critère lorsqu'il a dit qu'avec une œuvre épique, par opposition à une œuvre dramatique, on peut en quelque sorte prendre une paire de ciseaux et la couper en morceaux individuels, qui restent entièrement capable de vivre. »

Brecht définit également le contraste entre le « dramatique » traditionnel et aristotélicien et sa propre « épopée » comme correspondant à des positions philosophiques idéalistes et matérialistes :  

« Le drame épique, avec son point de vue matérialiste et son désintérêt pour tout investissement des émotions de ses spectateurs, ne connaît pas d'objectif mais seulement un point d'arrivée, et est familier avec un autre type de chaîne, dont le parcours ne doit pas nécessairement être droit mais peut très bien être en courbes ou même en sauts. [...] [A chaque fois que l'on rencontre le matérialisme, des formes épiques apparaissent dans le drame, et le plus nettement et fréquemment dans la comédie, dont le 'ton' est toujours 'plus bas' et plus matérialiste »

C'est cette perspective matérialiste sur le monde, et en particulier sur l'être humain, qui rend la forme épique particulièrement appropriée et utile pour le dramaturge, soutient Brecht. La science contemporaine (le terme inclut ce que l'anglais appelle « sciences humaines » ; en particulier, pour Brecht, le matérialisme historique) révèle que l'être humain est déterminé et déterminant par ses circonstances (« sociales » et « physiques »). La forme épique permet au drame de mettre en scène l'humanité d'une manière qui intègre cette compréhension scientifique; le dramaturge devient capable de montrer l'humain (le niveau des relations interpersonnelles) en interaction avec les grandes forces et dynamiques à l'œuvre dans la société (l'échelle supra-personnelle, historique) : 

« Aujourd'hui, lorsque l'être humain en est venu à être considéré comme «la somme de toutes les circonstances sociales», la forme épique est la seule qui puisse embrasser ces processus qui servent au drame comme matière pour une image complète du monde. De même, l'homme, l'homme de chair et de sang, ne peut être embrassé que par ces processus par lesquels et au cours desquels il existe. »

Le théâtre épique rejette également le principe de natura non facit saltus (la nature ne fait pas de sauts) qui est une hypothèse méthodologique du naturaliste suédois Carl von Linné utilisée dans sa catégorisation des plantes et des animaux.

## Voir également
- Allan Kaprow
- Avant-garde
- Dick Higgins
- Elizabeth LeCompte
- Théâtre expérimental
- The Flea Theater
- Fluxus
- Happening
- Intermédia
- Marina Abramović
- Théâtre ontologique-hystérique (en)
- Art de la performance
- Performing Garage
- Richard Foreman
- Richard Schechner
- "Speculations: An Essay on the Theater"
- The Wooster Group

## Remarques
1. ↑  Willett (1964, 46).
2. ↑   D'après un essai de Brecht probablement écrit en 1936 ; Brecht (1964, 70).
3. ↑  La résonance entre cette image comme moyen de décrire la forme dramaturgique épique et la pratique concrète du  cinématique montage, particulièrement telle que théorisée par les Soviétiques, n'est pas une coïncidence, mais plutôt une partie de une exploration esthétique moderniste radicale partagée (Brecht 1964, 70).
4. 1 2   Brecht (1964, 46).
5. ↑   Ce gloss s'inspire de Szondi (1965).
6. ↑   Anthony Squiers, An Introduction to the Social and Political Philosophy of Bertolt Brecht: Revolution and Aesthetics, Amsterdam, Rodopi, 2014 (ISBN 9789042038998)

## Ouvrages cités
- Bertolt Brecht. 1964. Brecht on Theatre: The Development of an Aesthetic. Ed. and trans. John Willett. British edition. London: Methuen.  (ISBN 0-413-38800-X). USA edition. New York: Hill and Wang.  (ISBN 0-8090-3100-0).
- Bertolt Brecht. 1965. The Messingkauf Dialogues. Trans. John Willett. Bertolt Brecht: Plays, Poetry, Prose Ser. London: Methuen, 1985.  (ISBN 0-413-38890-5).
- Peter Szondi. 1965. Theory of the Modern Drama. Ed. and trans. Michael Hays. Theory and History of Literature Ser. 29. Minneapolis: University of Minnesota Press, 1987.  (ISBN 0-8166-1285-4).
- John Willett. 1964. Editorial notes. In Brecht on Theatre: The Development of an Aesthetic by Bertolt Brecht. British edition. London: Methuen.  (ISBN 0-413-38800-X). USA edition. New York: Hill and Wang.  (ISBN 0-8090-3100-0).
- Raymond Williams. 1993. Drama from Ibsen to Brecht. London: Hogarth.  (ISBN 0-7012-0793-0). pp. 277–290.